# High School Musical: Sing It!
High School Musical: Sing It! là một trò chơi phỏng theo bộ phim High School Musical được ra mắt vào tháng 8 năm 2007.Đây là trò chơi nói về chuyến du lịch của các người bạn trong High School Musical xuyên qua nước Mỹ, hy vọng để chiến thắng giải "Ca sĩ Mỹ nghiệp dư". Với sự trợ giúp của Troy và các người bạn khác, họ sẽ giúp chúng ta làm sao để chiến thắng trò chơi. Trò chơi chơi được trên máy Wii, PS2 và Nintendo DS

## Phiên bản PS2 và Wii
Các máy Wii and PS2 sẽ có High School Musical: Sing It! với High School Musical nguyên bản (gồm nền, nhạc,..) với một số bài nhạc độc quyền của High School Musical 2. Ở hệ máy Wii, trò chơi có giá 59,99 USD và 49,99 USD cho hệ máy PS2
ESRB đánh giá "E" cho mọi người, trò chơi này cũng sẽ có chế độ lễ hội, kiểu karaoke, sẽ có một đoạn phim được chiếu trong chốc lát

## Phiên bản Nintendo DS
Phiên bản của hệ máy Nintendo DS sẽ có tên High School Musical: Makin' the Cut như một sự phản đối đối với Wii và PS2. Bạn sẽ nhảy trên một bãi biển trong cuộc thi.